# Wahramaberd
Wahramaberd – wieś w Armenii, w prowincji Szirak. W 2011 roku liczyła 1455 mieszkańców.